# Оркен (Зерендинський район)
Орке́н (каз. Өркен) — село у складі Зерендинського району Акмолинської області Казахстану. Адміністративний центр Кусепського сільського округу.
Населення — 1022 особи (2021; 1265 у 2009, 1536 у 1999, 1660 у 1989).
Національний склад станом на 1989 рік:
- німці — 44 %.

До 2018 року село називалось Куропаткино.